# Sterculia curiosa
Sterculia curiosa är en malvaväxtart som först beskrevs av José Mariano da Conceição Vellozo och fick sitt nu gällande namn av N. Taroda.
Sterculia curiosa ingår i släktet Sterculia och familjen malvaväxter. Inga underarter finns listade i Catalogue of Life.